# يا لبنان
يا لبنان هي جريدة تصدر باللغة الإنكليزية من بيروت نحو العالم. تم تأسيسها من قبل متطوعين بعد اغتيال رفيق الحريري يوم 14 فبراير 2005.